# ادجکلیف، نیو ساوت ولز
ادجکلیف (به انگلیسی: Edgecliff) یک منطقهٔ مسکونی در استرالیا است که در نیو ساوت ولز واقع شده‌است.